# NGC 5969
NGC 5969 este o radiogalaxie situată în constelația Dragonul. A fost descoperită în 5 august 1885 de către Lewis A. Swift.